# Эннекен, Антуан
Антуан Луи Мари Эннекен (в старых русских источниках Геннекен, фр. Antoine Hennequin; 22 апреля 1786, Клиши-ла-Гаренн — 10 февраля 1840, Париж) — французский политик, общественный деятель, адвокат. Один из лучших ораторов своего времени.
После недолгого пребывания в армии, в 1806 году стал помощником адвоката, затем адвокатом в Париже, выступал в политических судебных процессах. Убеждённый приверженец Бурбонов, он неоднократно выступал защитником легитимистов (в процессах 1832 и 1833 гг., а также по делу Марии Каролины Бурбон-Сицилийской, герцогини Беррийской).
В 1821 году преподавал гражданское право в Обществе Société des bonnes études. Был депутатом Национального собрания Франции от департамента Нор с 1834 по 1840 год, правым легитимистом.
Некоторые судебные речи Эннекена напечатаны в сборнике 1824 года (фр. Choix des plaidoyers de M.M. Hennequin et Emery) и в альманахе «Barreau français». Опубликовал книгу о правовом статусе развода (фр. Du divorce; 1832) и «Трактат о законах и правосудии» (фр. Traité de législation et de jurisprudence; 1838—1841).
Отец Виктора Эннекена, политика, общественного деятеля, адвоката, редактора и публициста.